# Rue de l'Aérostation
La rue de l'Aérostation (en occitan : carrièra de l'Aerostacion) est une voie de Toulouse, chef-lieu de la région Occitanie, dans le Midi de la France.

## Situation et accès

### Description
La rue de l'Aérostation est une voie publique. Elle se trouve dans le quartier de Soupetard.
Elle naît perpendiculairement à l'avenue Jean-Chaubet. Orientée au nord-ouest, rectiligne et longue de 119 mètres, large de 8 mètres, elle rencontre la rue Edmond-de-Goncourt, puis se termine au carrefour de la rue Alexandre-Soumet. 
La chaussée compte une seule voie de circulation automobile à double-sens. Elle est définie comme une zone 30 et la vitesse y est limitée à 30 km/h. Il n'existe pas d'aménagement cyclable.

### Voies rencontrées
La rue de l'Aérostation rencontre les voies suivantes, dans l'ordre des numéros croissants :
1. Avenue Jean-Chaubet
2. Rue Edmond-de-Goncourt (g)
3. Rue Alexandre-Soumet

## Odonymie
La rue est nommée d'après l'ancienne base d'aérostation dite « de Balma », qui se trouve en face de la rue. En 1920, le 2e régiment d'aérostation avait été installé à la caserne Pérignon (actuel no 2 rue Dominique-de-Pérignon), tandis que des terrains vagues à Balma étaient aménagés trois ans plus tard pour l'exercice des ballons captifs. En 1940, la suite des progrès de l'aviation et de la défaite française face à l'armée allemande au début de la Seconde Guerre mondiale, les unités d'aérostation furent dissoutes. Depuis 1999, la base est dévolue à l'état-major de la 11e brigade parachutiste

## Histoire
La rue de l'Aérostation est tracée et aménagée en 1965.